# Войтович Ігор Данилович
Войтович Ігор Данилович (*13 вересня 1932, с. Телелинці, Вінницька область  — пом. 14 лютого 2014, Київ) — доктор технічних наук, професор, академік НАН України, Заслужений діяч науки і техніки України, лауреат Державної премії України в галузі науки і техніки, завідувач відділу сенсорних пристроїв, систем та технологій безконтактної діагностики Інституту кібернетики імені В. М. Глушкова..

## Біографія
Народився 13 вересня 1932 р. у Вінницькій області. У 1956 р. закінчив Львівський політехнічний інститут за спеціальністю радіотехніка. З 1959 р. працює в Інституті кібернетики ім. В. М. Глушкова НАН України, з 1981 р. завідувач відділу. Доктор технічних наук (1981 р.), професор (1988 р.), член-кореспондент НАН України за спеціальністю Інформатика і обчислювальні системи (1995 р.), академік НАН України за спеціальністю Системи і технології реєстрації інформації (2009р), заслужений діяч науки і техніки України (2003 р.), лауреат Державної премії України в галузі науки і техніки (2007 р.). Голова вченої ради по захисту докторських дисертацій. Член вченої ради інституту кібернетики імені В. М. Глушкова. Лауреат 2012 року премії НАН України імені В. М. Глушкова за цикл робіт «Інтелектуальні системи та технології сприйняття і обробки інформації різної фізичної природи» (у співавторстві).

## Наукова робота та досягнення
Станом на початок 2012 р. підготував 4 докторів наук і 15 кандидатів наук. Самостійно і в співавторстві опублікував 290 наукових праць, у тому числі 2 монографії, має 70 авторських свідоцтв і патентів на винаходи.
Наукові праці присвячені створенню систем реєстрації та обробки надслабких сигналів мікроелектронної елементної бази обчислювальної техніки, кріогенній електроніці.
Під керівництвом і за безпосередньої участі І. Д. Войтовича розроблені теорія, мікроелектронна технологія і техніка побудови елементів і пристроїв надпровідникової електроніки, створені і впроваджені надчутливі програмно-технічні комплекси для реєстрації, обробки і відображення надслабких магнітних сигналів від різних органів людини. В останні роки розробляються інтелектуальні сенсори для неінвазивного вимірювання гемоглобіну, для дослідження стану мікроциркуляторної ланки кровообігу, для діагностики стану рослин, портативні прилади на основі поверхневого плазмонного резонансу для діагностики тваринництва і контролю якості продуктів харчування.